# Liste der Venuskrater/M
| Name          | Position          | ⌀       | Benannt nach                                                                                      |
| ------------- | ----------------- | ------- | ------------------------------------------------------------------------------------------------- |
| Maa-Ling      | 14,7° S, 0,5° W   | 6 km    | chinesischer Vorname                                                                              |
| MacDonald     | 30° N, 120,7° O   | 17,6 km | Flora MacDonald (1722–1790), schottische Jakobitin und Nationalheldin                             |
| Madeleine     | 4,7° S, 66,8° W   | 16 km   | französischer Vorname                                                                             |
| Madina        | 22,7° N, 58° O    | 6,3 km  | kabardinischer Vorname                                                                            |
| Mae           | 40,5° S, 14,8° W  | 7,5 km  | von Margaret abgeleiteter englischer Vorname                                                      |
| Magda         | 67° N, 30,3° W    | 10,1 km | dänischer Vorname                                                                                 |
| Magdalena     | 11,2° S, 48,7° O  | 11,5 km | hebräischer Vorname                                                                               |
| Magnani       | 58,6° N, 22,8° W  | 26,4 km | Anna Magnani (1908–1973), italienische Schauspielerin                                             |
| Mahina        | 2° S, 177,8° W    | 15,4 km | hawaiischer Vorname                                                                               |
| Makola        | 3,8° S, 106,7° O  | 16,6 km | hawaiischer Vorname                                                                               |
| Maltby        | 23,3° S, 119,7° O | 36,6 km | Margaret Maltby (1860–1944), US-amerikanische physikalische Chemikerin und Frauenrechtlerin       |
| Mamajan       | 65,1° S, 102,7° W | 2 km    | turkmenischer Vorname                                                                             |
| Mansa         | 33,9° S, 63,4° O  | 8,1 km  | Vorname der Akan                                                                                  |
| Manton        | 9,3° N, 26,9° O   | 20,5 km | Sidnie Manton (1902–1979), britische Entomologin, Irene Manton (1904–1988), britische Botanikerin |
| Manzolini     | 25,6° N, 91,3° O  | 41,8 km | Anna Morandi Manzolini (1714–1777), italienische Anatomin                                         |
| Maranda       | 4,9° N, 169,7° O  | 16,8 km | lettischer Vorname                                                                                |
| Marere        | 19,6° N, 65,8° O  | 6,3 km  | polynesischer Vorname                                                                             |
| Maret         | 33,3° S, 79,8° W  | 11,7 km | estnischer Vorname                                                                                |
| Margarita     | 12,7° N, 9,2° O   | 13 km   | griechischer Vorname                                                                              |
| Margit        | 60,1° N, 86,9° W  | 14 km   | ungarischer Vorname                                                                               |
| Maria Celeste | 23,4° N, 140,4° O | 97,5 km | Maria Celeste (1600–1634), italienische Nonne und Tochter von Galileo Galilei                     |
| Marianne      | 9,3° N, 2° W      | 9 km    | griechischer Vorname                                                                              |
| Marie         | 21,7° S, 127,6° W | 14,2 km | französischer Vorname                                                                             |
| Mariko        | 23,3° S, 132,9° O | 12,9 km | japanischer Vorname                                                                               |
| Markham       | 4,1° S, 155,6° O  | 71,8 km | Beryl Markham (1902–1986), britische Flugpionierin                                                |
| Marsh         | 63,6° S, 46,6° O  | 47,7 km | Ngaio Marsh (1899–1982), neuseeländische Schriftstellerin und Theaterregisseurin                  |
| Martinez      | 11,7° S, 174,7° O | 23,5 km | Maria Martinez (1887–1980), indianische Töpferin                                                  |
| Marysya       | 53,3° N, 75,1° O  | 6,3 km  | belorussischer Vorname                                                                            |
| Marzhan       | 58,9° S, 111,7° W | 13,8 km | Vorname der Karakal                                                                               |
| Masako        | 30,2° S, 53,2° O  | 23,8 km | Hojo Masako (1156–1225), Frau des ersten Kamakura-Shoguns Minamoto no Yoritomo                    |
| Masha         | 60,7° N, 88,5° O  | 6,4 km  | russischer Vorname                                                                                |
| Ma Shouzhen   | 35,7° S, 92,5° O  | 18,9 km | Ma Shouzhen (fl. 1592–1628), chinesische Malerin                                                  |
| Matahina      | 72,3° S, 65,9° O  | 8,5 km  | polynesischer Vorname                                                                             |
| Maurea        | 39,5° S, 69,1° O  | 9,9 km  | polynesischer Vorname                                                                             |
| Mbul'di       | 23,8° N, 74,7° O  | 6 km    | Vorname der Fulbe                                                                                 |
| Mead          | 12,5° N, 57,2° O  | 270 km  | Margaret Mead (1901–1978), US-amerikanische Anthropologin und Ethnologin                          |
| Medhavi       | 19,4° S, 40,6° O  | 30,4 km | Ramabai Dongre Medhavi (1858–1922), indische Christin, soziale Reformerin und Aktivistin          |
| Megan         | 61,8° S, 130,6° O | 15,8 km | walisischer Vorname                                                                               |
| Meitner       | 55,6° S, 38,4° W  | 149 km  | Lise Meitner (1878–1968), österreichisch-schwedische Kernphysikerin                               |
| Melanie       | 62,8° S, 144,3° O | 12,3 km | griechischer Vorname                                                                              |
| Melanka       | 34,4° N, 19,2° O  | 9 km    | ukrainischer Vorname                                                                              |
| Melba         | 4,7° N, 166,5° W  | 21,8 km | Nellie Melba (1861–1931), australische Opernsängerin                                              |
| Melina        | 69,9° S, 40,5° W  | 12,7 km | griechischer Vorname                                                                              |
| Meredith      | 14,5° S, 81,1° W  | 11,4 km | englischer Vorname                                                                                |
| Merian        | 34,5° N, 76,3° O  | 22,2 km | Maria Sibylla Merian (1647–1717), Naturforscherin und Künstlerin                                  |
| Merit Ptah    | 11,4° N, 115,6° O | 16,5 km | Merit-Ptah (ca. 2700 v. Chr.), altägyptische Ärztin                                               |
| Michelle      | 19,6° S, 40,5° O  | 15 km   | französischer Vorname                                                                             |
| Mildred       | 51,7° S, 11,7° W  | 12 km   | englischer Vorname                                                                                |
| Millay        | 24,4° N, 111,2° O | 48 km   | Edna St. Vincent Millay (1892–1950), amerikanische Lyrikerin und Dramatikerin                     |
| Miovasu       | 72,1° N, 99,9° O  | 4,5 km  | Vorname der Cheyenne                                                                              |
| Mirabeau      | 1,1° N, 75,7° W   | 23,8 km | Sibylle Gabrielle Riquetti de Mirabeau (1849–1932), französische Schriftstellerin                 |
| Miriam        | 36,5° N, 48,2° O  | 16,5 km | hebräischer Vorname                                                                               |
| Mona Lisa     | 25,6° N, 25,1° O  | 79,4 km | Lisa del Giocondo (1479–1542), Modell für Leonardo da Vincis Mona Lisa                            |
| Monika        | 72,3° N, 122,4° O | 25,5 km | deutscher Vorname                                                                                 |
| Montessori    | 59,4° N, 80° W    | 42,1 km | Maria Montessori (1870–1952), italienische Ärztin, Reformpädagogin, Philosophin und Philanthropin |
| Montez        | 17,9° N, 93,5° W  | 21,1 km | Lola Montez (1821–1861), irische Tänzerin                                                         |
| Moore         | 30,4° S, 111,6° W | 21,1 km | Marianne Moore (1887–1972), US-amerikanische Schriftstellerin                                     |
| Morisot       | 61,2° S, 148,7° W | 48 km   | Berthe Morisot (1841–1895), französische Malerin des Impressionismus                              |
| Mosaido       | 17,3° N, 75,2° O  | 7,4 km  | Vorname der Fulbe                                                                                 |
| Moses         | 34,6° N, 119,9° O | 28 km   | Grandma Moses (1860–1961), amerikanische Malerin                                                  |
| Mowatt        | 14,6° S, 67,7° W  | 38,4 km | Anna Cora Mowatt (1819–1870), US-amerikanische Autorin, Dramatikerin und Schauspielerin           |
| Mu Guiying    | 41,2° N, 81° O    | 32,3 km | Mu Guiying, legendäre chinesische Kriegerin                                                       |
| Mukhina       | 29,5° N, 0,5° O   | 24,5 km | Wera Ignatjewna Muchina (1889–1953), russische Bildhauerin                                        |
| Mumtaz-Mahal  | 30,3° N, 131,6° W | 38,2 km | Mumtaz Mahal (1593–1631), Mogulkaiserin und Namensgeberin für das Taj Mahal                       |
| Munter        | 15,3° S, 39,3° O  | 32,1 km | Gabriele Münter (1877–1962), deutsche Malerin                                                     |
| Muriel        | 41,7° S, 12,4° O  | 20,2 km | griechischer Vorname                                                                              |